# Svatý Austremon
Svatý Austremon – také Austremoine, Stremonius či Austremonius – (3. století? – 286 či 4. století ?), „apoštol Auvergne“ byl první biskup clermontský.

## Legenda
Podle sv. Řehoře z Tours byl svatý Austremon jedním z biskupů, jež za vlády císaře Decia vyslal papež sv. Fabián do Galie, aby tam kázali evangelium. Spolu se svatým Austremonem, který byl poslán do Clermontu, byli posláni také svatý Gracián do Tours, svatý Trofimus do Arles, Pavel do Narbonne, svatý Saturnin do Toulouse, svatý Diviš do Paříže a svatý Marcial do Limoges.
V Clermontu obrátil senátora Cassia a pohanského kněze Viktorina. Dále také poslal svatého Serena do Thiers, svatého Maria do Salers a svaté Nektaria a Antonina do jiných částí Auvergne.
Samotná legenda o svatém vznikla v 10. století v opatství v Mozacu, dále ji rozšířili mniši z Issoire.